# Consorzio agrario di Siena
Il Consorzio agrario di Siena è una cooperativa formata dagli agricoltori delle province di Siena e Arezzo, fondata nel 1901 con le funzioni di sostegno all'agricoltura e di valorizzazione delle produzioni agricole del territorio, attraverso la vendita di prodotti agro-alimentari nella propria rete di negozi dislocati sulle due provincie.
È la prima impresa del settore agroalimentare della Toscana.
La sede legale, operativa ed amministrativa è nel centro di Siena, in via Pianigiani 9, acquistata nel 1937. Dal 2015 il presidente è Fausto Ligas.

## Storia

### Origine (1863 - 1901)
La tradizione agricola del tessuto senese, unita con quella scientifica, portarono alla creazione nel 1863 ( tre anni prima dell’estensione dei comizi agrari a tutte le province d’Italia) dell’antesignano del Consorzio: il Comizio agrario di Siena. La motivazione di fondo che guidò la classe dirigente della città fu quella di promuovere la modernizzazione agricola della mezzadria. Grazie innanzitutto al ruolo svolto dall’Università degli Studi di Siena, attraverso i suoi professori, il Comizio senese riuscì fin dai primi tempi ad ottenere un ruolo dominante ed attivo anche sul grossetano, dove il comizio locale aveva invece difficoltà a svilupparsi.
Venuta meno l’espansione economica in seguito al fallimento del progetto di una cantina sociale nell’ultimo decennio dell’800, le attività del Comizio agrario si concentrarono sulla ricerca, sperimentazione e divulgazione agraria. Gli sforzi di acculturamento e modernizzatori trovarono però diverse resistenze nei mezzadri, poco propensi al cambiamento, che va comunque calato in contesto agitato dai dibattiti su contratti colonici e mezzadria.
Su impulso del segretario del Comizio agrario di Piacenza, Giovanni Raineri, nel 1889 venne organizzato un convegno da cui nacque l’idea dei Consorzi cooperativi da formare in ogni provincia sulle basi dei già presenti Comizi per poi in seguito aggregarli in una Federazione. Gli sforzi di Raineri videro la loro realizzazione con la nascita della fondazione della Federazione Nazionale dei Consorzi Agrari nel 1892 con l’appoggio di banche cooperative popolari e casse rurali.
In seguito ad un dibattito interno alla dirigenza senese si decise di effettuare la trasformazione verso il Consorzio agrario in maniera graduale attraverso la creazione di una “Azienda acquisto generi per conto dei soci” nel 1896 e nel 1901, sotto la guida del professore Virgilii, la fondazione di una Cattedra Ambulante per l’attività sperimentale e la diffusione capillare dell’istruzione agraria.

### Nascita e sviluppo (1901 - 1922)
Il 14 luglio 1901 nasce il Consorzio Agrario Cooperativo Senese come appendice economica del Comizio a cui secondo statuto spettavano il 25% degli utili. Nasce come strumento per il rinnovamento della campagna senese ed il rilancio della Maremma, svolgendo quindi i ruoli di: distributore e raccoglitore di mezzi agricoli, principale oppositore agli alti costi dei prodotti chimici per l’agricoltura, istituto di credito agrario tramite il Monte dei Paschi di Siena. Tutto questo mantenendo al centro la mezzadria.
Fin dai primissimi tempi il Consorzio su due soci strategici come la Banca Popolare senese e la Cassa di risparmio del Monte dei Paschi, quest’ultima anche aprendo un conto corrente con un tasso ridotto del 4% di 100.000 lire in favore del Consorzio per le province di Siena e Grosseto.
Si decise di entrare a far parte da subito della Federazione Italiana dei Consorzi Agrari di Piacenza, nonostante varie incertezze sull’organizzazione interna senese .
Gli scioperi mezzadrili del 1902 furono la scossa che spinse la dirigenza ad accelerare la penetrazione nelle classi agricole facendosi maggiormente conoscere, ricercando il consenso con un meccanismo di ripartizione degli utili, che prevedeva un rimborso ai soci in proporzione degli acquisti fatti ed alla redistribuzione.
La crescita e lo sviluppo del Consorzio rese i rapporti con il Comizio (ormai in declino) più difficili, con la rivendicazione di una piena autonomia e la richiesta pressante di modifica dello statuto. Il Consorzio intrecciava infatti autonome relazioni commerciali e stringeva sempre più rapporti con la Federconsorzi, manifestando il bisogno di una direzione tecnica continuativa ed una nuova sede in piazza dei Tolomei.
Nonostante varie incertezze sui propri progetti futuri, nel 1906 il Consorzio si avviò verso il potenziamento economico progettando proprie succursali a Torrenieri, nella Val d’Elsa e aumentando la sua presenza nel Grossetano. Si andava così a perdere la dimensione “morale” dell’ente a favore dell’idea “aziendale-commerciale”.
Con la nomina a presidente di Antonio Rotellini nel 1907 conobbe un periodo di intensificazione dei rapporti e ricerca di sinergie con altre istituzioni, tra cui la Camera di Commercio di Siena, pur mantenendo la sua autonomia garantita dall’appoggio del Monte dei Paschi. Con il crescere degli interessi agro-industriali nella zona di Grosseto, venne promossa la creazione di un’industria di concimi chimici a Follonica  ed una succursale del Consorzio senese nella stessa Grosseto nel 1908.
Per far fronte allo sforzo finanziario necessario per il progetto grossetano, si bloccarono altre iniziative di ampliamento.
Grazie anche all’adesione del Consorzio senese alla Società Nitrato di Soda, nell’ambito della Federazione dei Consorzi di Piacenza, l’uso di sostanze chimiche in agricoltura era considerevolmente aumentato, andando a migliorare la produttività dei terreni circostanti Siena.
Fu chiaro allora che non si poteva operare se non ricercando una continua espansione, perché la concorrenza diveniva sempre più stringente. Si aumentò quindi il conto corrente al Monte dei Paschi sino a 400.000 lire per sostenere il crescente giro di affari. Per il medesimo motivo si decise abbandonare l’utilizzo della fattura accettata per passare al conto corrente cambiario agrario così da avere anche maggiore garanzia.

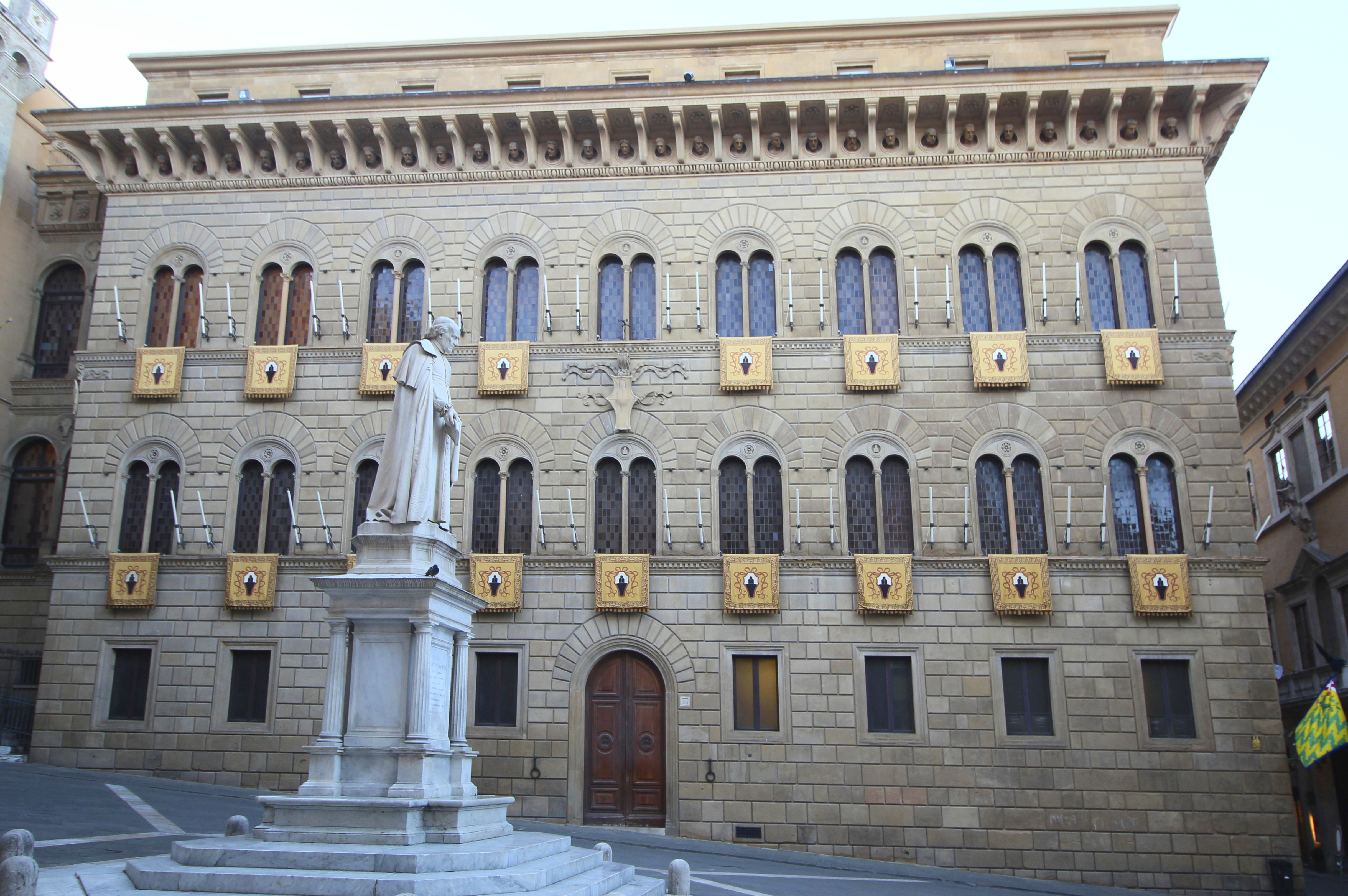
Palazzo Spannocchi, sede dell'allora Consorzio Agrario di Siena e Grosseto fino al 1937.

Dato l’incremento delle vendite di macchine e strumenti agrari, venne creata appositamente nel 1913 la figura dell’agente di macchina, per propagandare il ricorso alle macchine, sollecitare gli agricoltori a diventare soci ed istruendo nell’utilizzo e nella manutenzione delle macchine per gli operai agricoli; congiuntamente con la Cattedra ambulante.
La strategia di allargamento territoriale, insieme alla nuova sede del Consorzio di palazzo Spannocchi, si arricchì ancora. Venne assorbito il Consorzio di Massa Marittima, vennero acquistate le sedi di Colle Val d’Elsa, Poggibonsi e San Gimignano. L’acquisto maggiore fu però quello della fabbrica di concimi chimici di Follonica, trasformata in fabbrica cooperativa per creare un polo di riferimento.
Con lo scoppio della prima guerra mondiale arrivò anche la crisi economica, che sospese momentaneamente l’apertura di nuove succursali. La guerra tuttavia presentò al Consorzio senese delle opportunità interessanti, infatti in Maremma per far fronte ai bisogni dell’esercito venne sviluppato l’allevamento equino.
Con l’entrata in guerra dell’Italia, il deficit di manodopera agricola creatosi e la sollecitazione da parte del Governo per una maggiore produzione di grano incentivarono la meccanizzazione; spingendo pure verso l’utilizzo di prodotti chimici.
Per motivi prudenziali si decise anche un incremento del fondo di oscillazione e del Fondo di riserva, con il fine di rafforzare il bilancio.
Il periodo bellico si rivelò quindi un incentivo del giro d’affari del Consorzio, ottenendo ampi profitti . Con il ruolo cruciale assunto dal Consorzio durante il periodo di scarsità dei generi alimentari, contribuì a radicare l’ente nella realtà cittadina.
Con il sempre crescente numero di macchine agricole venne acquistata una officina meccanica già esistente per soddisfare la domanda. Crebbero anche i dipendenti e nel 1918 fu necessario richiedere l’apertura di un conto corrente al Monte dei Paschi per la cifra di 1.000.000 di lire.
Dopo la guerra la situazione dell’agricoltura senese era difficile, la carenza di manodopera aveva fatto sì che i poderi fossero stati trascurati ed era ancora presente un divario con il livello dell’Italia settentrionale. Era basilare allora recuperare un numero sufficiente di capi di bestiame da lavoro che era andato riducendosi per motivi bellici; tutto questo mentre venivano ripresi i progetti della Cantina sociale sostenuti dal credito agricolo di miglioramento.
Con l’acuirsi della crisi post bellica e con l’alta inflazione, nel 1919 anche nell’area senese si registrarono agitazioni popolari che coinvolsero migliaia di coloni e cittadini per il miglioramento dei patti. In un ambiente che vedeva l’ascesa del socialismo da una parte e dell’alleanza combattenti e del Fascio senese dall’altra, fu difficile per il Consorzio mantenere quell’apoliticità sancita nel proprio statuto. Il Consorzio si trovava allora a svolgere una funzione semi pubblica in campo alimentare assunta durante il conflitto che lo portava a ricercare una possibile soluzione per la convivenza civile.
Durante questo periodo di scontri sociali, le politiche del Consorzio risultarono essere piuttosto lente e statiche, influenzate dall’incertezza generale di quegli anni. Si indicava ai propri soci di concentrarsi nella coltivazione del grano, quasi come una continuazione delle politiche del tempo di guerra.
Nonostante l’andamento scostante dei prezzi ed il complicato momento politico-economico, dal 1920 si osserva una ripresa della strategia espansionistica del Consorzio. Vennero così potenziate gran parte delle strutture già esistenti e si concentrò maggiormente sulla propaganda commerciale a difesa del vino Chianti.
Nel 1921, con l’acquisto di un pacchetto di quote della appena costituita Banca Nazionale dell’Agricoltura, divenne sempre più chiara l’inadeguatezza dello statuto sociale del Consorzio; tanto da portare alle dimissioni del presidente. Il bisogno di velocità decisionale si andava sempre più scontrando con il peso eccessivo detenuto dall’assemblea, che ne limitava le possibilità di investimento.

### Il Consorzio agrario di Siena e Grosseto (1922 - 1939)
Con la nomina a presidente di Giuseppe Camaiori nel 1922 si riuscirono a creare le condizioni per una gestione più agile e veloce. Attraverso la modifica dello statuto vennero infatti accentuati i poteri del consiglio di amministrazione; ma anche adottato un meccanismo di premi al volume di acquisti, ridimensionati i Comizi e le Cattedre ambulanti e mutato il nome ufficiale in Consorzio Agrario di Siena e Grosseto.
Il ventennio fascista si apre per il Consorzio con varie vendite di immobili, sia per diminuire la loro quota in bilancio sia per invertire la diminuzione degli utili e accrescere le disponibilità di magazzino. Gli ambienti senesi in quel periodo erano scossi dal rinnovo del patto colonico ed il Consorzio si trovava indirettamente coinvolto.
Dal 1923 si ebbe una ripresa della politica di acquisti attraverso la stesura di un piano di ampia portata, ampliando e potenziando uffici e magazzini sul territorio. Tutto questo, insieme all’attività propagandistica ed un progetto di reclutamento dei piccoli proprietari, aveva il fine ultimo di superare la recente crisi del Consorzio.
Se da un lato la scelta delle bonifiche nella Maremma e l’arrivo di nuove macchine agricole aprivano prospettive interessanti, dall’altro lato varie incertezze riguardanti il settore dell’allevamento chianino avevano procurato una caduta nella domanda di mangimi.
Il Consorzio agrario di Siena e Grosseto dimostrò il suo attivismo creando nel 1925 un sistema di rilevamento dei dati commerciali, in modo da avere nelle sedi di Siena e Grosseto punti informativi aggiornati quotidianamente sui prezzi dei maggiori mercati italiani e toscani.
Il capitale sociale appariva però ormai inadeguato ai progetti futuri di capillare penetrazione, ovunque ci fosse bisogno di materiali e mezzi. Si decise quindi di attirare maggiori soci con la più alta remunerazione rispetto al passato, contando anche su strutture come il gabinetto d’analisi per le sementi ed il mulino della seda centrale.
La linea definita dal Governo era quella della “battaglia del grano” e dell’aumento necessario della produzione agricola di cereali, che nella provincia senese si doveva attuare anche “colonizzando” le Crete attraverso l’utilizzo di esplosivi. Un’istituzione agricola come il Consorzio era quindi in qualche modo obbligata a seguire tali compiti nazionali.
Si era ormai avuta una convergenza dell’ente verso il regime, sostenuta anche dalla generale revisione istituzionale che portò nel 1926 il Consorzio agrario ad essere automaticamente affiliato alla Confederazione Nazionale Fascista degli Agricoltori.
Due problematiche si ripresentarono ancora una volta: il bisogno di una nuova sede, vista l’inadeguatezza dell’attuale e la questione di una nuova modifica allo statuto. I motivi che spingevano quest’ultimo erano gli stessi del passato, ma stavolta si intervenne ponendo il Comitato direttivo (costituito da Presidente, Vicepresidente, Segretario e Direttore) come vero organo esecutivo. Venne data rilevanza anche ai Comitati di Sezioni, così da sedare i malumori grossetani.
La rivalutazione della lira provocò una forte penalizzazione della rendita agricola che portò ad un calo della distribuzione di macchinari e delle vendite di concimi chimici. Un forte impegno creditizio del Monte dei Paschi poté offrire comunque uno spazio di manovra al Consorzio.
Dal punto di vista del Consorzio come azienda il 1928 fu un anno positivo, nonostante la concorrenza della ditta Tiezzi si poté ottenere una grande crescita nella partecipazione azionaria ed un alto livello di utili. La situazione come ente con compiti istituzionali era invece incerta a causa della possibile delimitazione provinciale dei Consorzi e dell’intralcio all’autonomia sempre rappresentato dalla Federconsorzi.
Grazie all’individuazione nel 1930 dei Consorzi come soggetti adatti alla conservazione dei cereali ed alla vendita collettiva dei prodotti del suolo, venne rilanciata nel lungo periodo l’attività dell’ente.
In quegli anni si era aperta una discussione sulla mezzadria, come risposta alla disaffezione alla campagna prodotta dalla crisi economica.
Tuttavia allora si andava formando un articolato attacco all’intera organizzazione consortile italiana, sia per la posizione dominante della Montecatini in tema di concimi chimici, sia da parte dello stesso sistema corporativo fascista, a favore di formule commerciali e industriali alternative.
Con la gestione degli ammassi di grano ( in concorso con il Monte dei Paschi ) e le aperture di uno spaccio alimentare ortofrutticolo e di una macelleria, il consorzio ebbe l’occasione di estendere l’attività con una gamma di prodotti più ampia (insieme anche all’impianto di stufatura e vendita di tabacchi di Monteroni). Si andava però definitivamente realizzando, nella pratica, il controllo statale dell’ente attraverso la revisione statutaria del 1932.
Sotto la spinta della prima mostra dei vini tipici d’Italia organizzata a Siena nel 1933, ci fu un momento di grande slancio dell’agricoltura della zona. In particolare il Consorzio si impegnò ad organizzare un primo ammasso di vino senese a Petraglia ed a fare il primo esperimento di enopolio. Si investì anche per l’allestimento di un sistema di raccolta di lana a Grosseto, dove si registrava però un forte malcontento per la generale situazione dei prezzi delle settore zootecnico e cerealicolo.
La risistemazione dell’intero settore cooperativo del 1934, con l’obbligo di iscriversi all’Ente Nazionale Fascista della Cooperazione, privò il Consorzio di una grande possibilità di manovra nel mercato, obbligando gli istituti appartenenti alla Federconsorzi a svolgere una grande parte degli acquisti attraverso la medesima Federazione. Prendendo poi l’area d’intervento dei Consorzi su base provinciale, il Ministero delle Corporazioni costringeva il Consorzio di Siena e Grosseto a cedere la succursale di Volterra al relativo ente della provincia di Pisa; scatenando proteste e la richiesta di un congruo rimborso.
Il 1935 vide il prosieguo lo sviluppo dell’ente attraverso la chiusura delle operazioni riguardanti l’Oleificio di Montepulciano e l’Enopolio di Poggibonsi. I dissidi interni ed i riflessi degli scontri nel fascismo senese uniti con tensioni esterne derivanti dal clima prebellico (con le sanzioni del Novembre 1935), portarono tuttavia a varie dimissioni nella dirigenza del Consorzio.
Con l’ampliamento nel 1936 del sistema degli ammassi alla lana (e successivamente anche ad altri prodotti), unita con la fornitura di bestiame per l’esercito, il settore zootecnico vide grosse possibilità di rilancio. Si apriva però una stagione di forti incertezze: l’abbandono del gold standard, la svalutazione della moneta, le sanzioni (ancora presenti), la diminuzione del dazio sul grano. Tutto ciò andò a danneggiare il sistema consortile, in particolare il prezzo dei prodotti chimici, estremamente importanti per il Consorzio.
Nel 1937 a causa della difficile situazione economica generale, il progetto espansionistico venne ridimensionato per potersi occupare maggiormente del problema della sede centrale. È in quell’anno che il Consorzio acquisisce il palazzo in via Pianigiani, quello che fu Casa del Popolo, incendiato e poi trasformato in Casa del Fascio, ed allora acquistato dal Monte dei Paschi per 400.000 lire. Per soddisfare anche il ramo grossetano venne acquistato un terreno nei pressi del nuovo palazzo delle Poste per trasformarlo nella sede di Grosseto.
Il settore enologico diventava sempre più un elemento caratterizzante del Consorzio, con il rilevamento della Cantina Sociale di Montalcino si aprirono infatti nuovi orizzonti, in un periodo di evoluzione dello stesso settore vinicolo italiano.
Nel 1938 si ebbe però un altro grande riassetto del sistema consortile con la creazione per ogni provincia dei “Consorzi obbligatori tra i produttori”. Il Consorzio agrario cooperativo diveniva così “Consorzio agrario vendita approvvigionamento”, perdendo i caratteri privatistici per divenire Ente morale; passando quindi da un sistema azionario ad un sistema obbligazionario. Il forte rischio per il Consorzio di Siena e Grosseto non era solamente la crescente complessità del sistema consortile, ma anche la possibile creazione di un autonomo Consorzio grossetano, scissione giunta poi ufficialmente con il decreto del 20 maggio 1939 .

### Periodo bellico e crisi (1939 - 1948)
Con l’entrata in guerra dell’Italia si riscontrarono evidenti difficoltà produttive unite con il crollo della domanda di alcuni prodotti ed il calo della distribuzione di concimi chimici e carburante. Questa situazione, insieme ad un aumento generale dei costi, provocò una crisi di consenso per il Regime nelle campagne senesi.
In una simile situazione il Consorzio riuscì comunque a portare a termine l’acquisto dell’Enopolio di Poggibonsi nel 1941, rilevandolo dal Monte dei Paschi; oltre al necessario potenziamento delle strutture dopo la scissione grossetana, l’ente senese poté cogliere. A causa della politica d’emergenza del momento , il Ministero dell’Agricoltura fece affidamento sulla struttura del Consorzio per l’affidamento della distribuzione di generi razionati, sapone, zucchero, olio d’oliva, riso e patate.
Con la militarizzazione, i Consorzi agrari divennero “Enti mobilitati civilmente” e si rilanciarono i progetti per la costruzione di magazzini da ammasso. Il “riordinamento degli Enti economici dell’agricoltura e dei Consorzi agrari” del 1942 restituì lo “stato di persona giuridica privata” attribuendo loro la distribuzione di materiali agricoli e chimici; insieme alla scomparsa dei Consorzi Provinciali dei produttori.
Sotto l’impulso anche dell’Ispettorato Agrario di Siena venne creata la Sezione Produttori Grano da Seme, un nuovo ramo del Consorzio per la ricerca sul miglioramento dei grani.
Ai crescenti fenomeni dell’accaparramento individuale e del mercato nero, erano correlati anche degli ammassi sempre più deludenti, sintomo della progressiva perdita di potere del Regime. Il Governo intervenne allora sui Consorzi, per il loro ruolo fondamentale, dividendoli in “ Consorzi agrari produttori” e “Consorzi agrari distributori” nel 1943. Nonostante la crisi di tutte le categorie rurali, la Federconsorzi chiedeva alla provincia di Siena, e quindi al Consorzio (nonostante il continuo aumentare dei suoi impegni), di produrre di più.
L’armistizio e la riorganizzazione del fascismo repubblicano non produsse, nella vita politica senese, particolari stravolgimenti. A causa però della situazione economica precaria, il Consorzio fu costretto a chiudere la Sezione Produttori Sementi. All’ente senese spettava far funzionare l’agricoltura locale, nonostante la rilevante penuria di prodotti fondamentali ( su tutti concimi e prodotti chimici ) e di automezzi; si trovava quindi obbligato a trattare anche con il comando tedesco.
Liberata la provincia di Siena nel Luglio del 1944, la caduta “definitiva” del fascismo senese coincise con le dimissioni della dirigenza del Consorzio agrario, compreso il presidente Crocchi.
L’attività, ora sottoposta a regime commissariale, ripartì da una situazione critica dal punto di vista delle strutture disponibili. Era infatti stata gravemente danneggiata una parte rilevante dei depositi periferici, sia dai bombardamenti alleati che dai tedeschi; data la fase così delicata si decise di difendere tutto il personale presente da possibili sanzioni .
In contatto con i comandi alleati, vennero affidati al Consorzio gran parte dei compiti precedenti, ovvero la gestione degli ammassi e del granaio del popolo, il reperimento e la distribuzione di materiali. Alla provincia di Siena spettava infatti, secondo i progetti, la produzione di un grande quantitativo di grano; era quindi dovere del Consorzio assicurarla.
Tale importante posizione assunta provocò all’ente varie accuse di monopolio da parte della sinistra, per un eccessivo lucro sulla distribuzione dei generi alimentari. Altre accuse vennero mosse al Consorzio anche riguardo alla legittimità della sede di via Pianigiani, ex Casa del Popolo espropriata in periodo fascista; e che portarono ad una convivenza forzata con le organizzazioni operaie.
Alimentato anche dalla forte inflazione, il disagio popolare dei mezzadri si fece sentire particolarmente, sfociando anche in episodi di assalto ai viveri. Eri infatti tornato, con tutta la sua violenza, lo scontro sul patto colonico.
Lentamente si andava riprendendo la normale attività aziendale con il recupero dell’Enopolio di Poggibonsi, della Sezione Sementi, stringendo più relazioni con gli altri Consorzi della Toscana, aumentando il numero delle sottoscrizioni (anche a causa della quota minima di 100 lire ormai irrisoria), potenziando l’Officina.
In una situazione di difficoltà oggettiva dell’agricoltura, gravata dalla disoccupazione, con una ricostruzione industriale che andava a rilento, si andò riscoprendo il ruolo della Federconsorzi come soluzione coordinata ad un mercato complesso.

### Ripresa e modernizzazione (1948 - 1964)
La normalizzazione del sistema consortile giunse nel 1948 con il ritorno per i Consorzi alla forma giuridica di società cooperative a responsabilità limitata, confermandone le funzioni di interesse pubblico, però limitandone l’autonomia attraverso l’obbligo di controllo ministeriale, la delimitazione provinciale e la scelta dei direttori dei Consorzi compilata dalla Federconsorzi.
Anche insieme ai contributi per i danni di guerra, in compartecipazione con la Federconsorzi, venne realizzata una nuova Officina Macchine Agricole, principalmente per la lavorazione delle olive. Nonostante l’avvio della costruzione di un vivaio vinicolo a Sant’Angelo Cinigiano per attrarre i viticoltori grossetani, i risultati provenienti dai settori vinicolo e oleario erano piuttosto negativi, considerando anche l’eccesso di personale che appesantiva il Consorzio rispetto alla libera concorrenza.
In una realtà politica confusa e gravata dal conflitto mezzadrile, si aprì la prima campagna elettorale per il Consorzio, che vedeva contrapposte come sempre la parte agraria (vicina alla Democrazia Cristiana), la parte dei piccoli proprietari e dei coltivatori diretti, e la parte dei lavoratori mezzadri (schierata con le sinistre). L’alleanza tra Associazione Agricoltori e Coldiretti, destinata a durare ancora a lungo, ottenne la maggioranza con 204 delegati, con la presidenza affidata alla prima di esse con Origo.
L’ottica era ormai da grande società di commercio e di servizi per l’agricoltura, maggiormente distaccata dalle funzioni pubbliche.
Appariva però in difficoltà l’Enopolio di Poggibonsi per i carenti conferimenti forniti dal Consorzio delle Colline Senesi, anche se venne comunque mantenuto perché in generale le altre attività dell’ente senese andavano crescendo. La liberalizzazione poi dei prodotti, un tempo razionati, venne compensata con l’apertura di una rivendita di generi di alto consumo presso la sede centrale, l’aumento delle vendite di macchine agricole e la riduzione del personale.
Il 1950 vide l’acuirsi dei conflitti con il Consorzio di Firenze, per la forte presenza senese a Certaldo, e con il Consorzio di Perugia, per la presenza dei perugini a Chiusi. Quell’anno si decise di concludere l’operazione, con l’appoggio della Federconsorzi, per la nascita della società per azioni “Enopolio di Poggibonsi”, così come si era fatto per l’Officina Macchine Agricole.
In seguito alla conferma del presidente Bechelloni alle elezioni per il rinnovo del Consiglio di Amministrazione del Consorzio nel 1952, si apriva una finestra di grandi opportunità grazie al robusto programma di credito proposto dal Ministro dell'agricoltura e delle foreste Fanfani, che permise una grande diffusione delle macchine agricole. Nonostante l’annata agricola difficile avesse causato vari ritardi di pagamento verso il Consorzio, si riuscì comunque a completare il magazzino dell’area di Malizia (dove sarebbe sorto successivamente un Oleificio sperimentale), oltre ad altri ampliamenti nella provincia.
Puntando la propria propaganda di vendita sulla meccanizzazione e sul rinnovamento tecnico, l’ente riuscì a penetrare nella clientela; obiettivo perseguito anche con la creazione di un Ufficio Tecnico che garantisse un’attività di consulenza diffusa, diffondendo cultura agraria.
Dal 1953 si ebbe un’intensificazione dell’attività commerciale, attraverso il potenziamento degli spacci ed accordi con società collegate alla Federconsorzi, con un balzo del credito tramite il Monte dei Paschi, Banca Nazionale dell’Agricoltura e Banco di Roma. Tutto questo era il sintomo di un evidente mutamento in corso nella campagna senese, con una progressiva erosione della mezzadria a favore della piccola proprietà contadina.
Si fece molta attenzione allo sviluppo zootecnico, grazie alle possibilità che si aprirono nel 1955 riguardo alla razza chianina, che divenne uno dei temi principali del Consorzio insieme alla difesa dei prezzi, attraverso la creazione di un sistema di Sezioni di Produttori.
Nonostante la positiva vendemmia del 1956, il settore vinicolo era in crisi. Si dovette infatti procedere ad un intervento per salvare l’Ente Autonomo Mostra Mercato Vini Tipici e Privati, collegandolo successivamente in modo più stretto ai mercati. La crisi però era principalmente produttiva, dovuta alla crisi dei poderi chiantigiani per lo sgretolarsi della mezzadria.
Con l’avvento del Mercato Comune Europeo divenne pressante per gli agricoltori, in un ambiente maggiormente competitivo, il bisogno di ricorrere a forme cooperative ed il Consorzio si dimostrò un elemento trainante. Tutto questo sarebbe dovuto andare di pari passo con una crescente meccanizzazione ed una diminuzione della superficie destinata a grano, in favore di foraggi e altri cereali.
Dopo due annate particolarmente difficili, il 1958 vide la ripresa per la quasi totalità delle merci, dalle macchine ai carburanti agricoli, con un ruolo di maggiore importanza assunto dalle rivendite di alimentari per lo smaltimento di vino ed olio. Lo stesso anno, grazie alla sentenza favorevole della magistratura, il Consorzio poté disporre finalmente di tutti gli spazi del palazzo di via Pianigiani (tuttavia non senza proteste delle organizzazioni operaie allontanate).
La crescita del Servizio Zootecnico nel 1960, era collegata (oltre che al Piano Verde) alle nuove possibilità di esportazione nel Mec, e lo stesso valeva anche per la meccanizzazione, grazie all’impulso dato dall’esodo mezzadrile.
La strategia alla base di tutte le iniziative del Consorzio rimaneva comunque la ramificazione sul territorio, attraverso vari ampliamenti, su tutti quelli dei magazzini di Malizia e di Poggibonsi. L’ammasso volontario del grano rimaneva, ancora nel 1960, di primissimo piano, così lo erano quello dell’olio, dell’uva, del vino.
Con la attesa legge sulla denominazione dei vini del 1963, definendo in maniera precisa la zona di produzione del Chianti, si ebbe una ricaduta positiva sull’Enopolio del Consorzio con una crescita dell’ammasso. Andò invece declinando il settore dei grani da seme per la raggiunta autosufficienza di sempre più province italiane.
In quegli anni il Consorzio senese andava rivendicando maggiore autonomia economica dalla Federconsorzi, percepita dall’ambiente consortile come eccessivamente filo-industriale, non abbastanza impegnata nella difesa dei prezzi e poco democratica nelle scelte.

### Dall'abbandono della mezzadria alla crisi della Federconsorzi (1964 - 1992)
Il riconoscimento, nel 1964, dell’autonomia economica dei Consorzi si collocava in una situazione di travagliata riconversione agricola, dove con la legge antimezzadrile dello stesso anno, vennero vietati nuovi contratti di quel tipo. Il Consorzio agrario era quindi parte attiva fondamentale nell’armonizzazione dell’agricoltura senese nel sistema europeo.
Gli sforzi di modernizzazione dell’ente si concentrarono sui settori vinicolo, olivicolo e zootecnico, attraverso la costruzione di un Oleificio a Poggibonsi e di altre strutture a Siena e Colle Val d’Elsa.
Dopo la forte crisi politica interna al Consorzio del 1966, che sotto la spinta delle sinistre, aveva fatto perdere l’unità sostanziale del Consiglio, l’alluvione dello stesso anno ed una situazione di incertezza proveniente dal mercato, venne accolto favorevolmente il secondo Piano Verde.
Con i primi riconoscimenti della qualità Doc a vari vini della zona senese e con la federazione di gran parte dei Consorzi di tutela dei vini Chianti classico e Chianti, il settore vinicolo poté vivere una fase particolarmente positiva, a cui si aggiungevano dei buoni dati sulla meccanizzazione nella provincia.
La creazione dell’Aima , oltre a riaccendere le proteste delle sinistre, provocò una maggiore dipendenza dell’Ente dalla Federconsorzi, a cui dette mandato per gli interventi sul mercato agricolo.
Sotto la presidenza di Gian Carlo Marri, il Consorzio giungeva da un periodo di sofferenza della zootecnia dovuto alla recente peste suina e di perdita di centralità del grano a favore delle viti e del granoturco. Oltre a vari lavori di rifacimento di alcune strutture, compresa la sede senese, si continuò a puntare su commercio, assistenza tecnico-burocratica e divulgazione a soci e clienti per battere la concorrenza.
Nonostante l’ondata di scioperi dell’“autunno caldo” del 1969 avesse reso difficile il reperimento di varie materie prime e l’esposizione creditizia raggiunta dai suoi clienti fosse giunta ai limiti, grazie allo slancio del settore vinicolo ed olivicolo, poteva svilupparsi maggiormente un indotto legato alla meccanizzazione, con ovvie ricadute positive sul carburante.
Il passaggio di varie competenze agrarie alle Regioni e possibili mutamenti nelle politiche agrarie comunitarie, provocarono una situazione di incertezza aggravata dalla crisi petrolifera e dalla conseguente stagflazione del 1973. Mentre gli interessi bancari lievitarono pericolosamente, danneggiando l’attività creditizia dell’ente; con il blocco dei prezzi dei generi di largo consumo, il Consorzio fu costretto a vendere a prezzi estremamente svantaggiosi, ma ebbe un effetto positivo sulle giacenze di magazzino.
In questo periodo critico, il Consorzio, insieme con la Federconsorzi, tutti i Consorzi toscani e quello di Perugia, partecipò comunque nel 1975 alla Sitoco, rilevando l’impianto produttivo di concimi chimici di proprietà della Montedison ad Orbetello.
Con la nomina alla presidenza di Marri, in seguito alle elezioni per il Consiglio d’Amministrazione del 1979, il neopresidente ereditò una difficile esposizione debitoria della clientela che appesantiva i conti del Consorzio. Con la nuova direzione si decise quindi una stretta sulle assunzioni nell’ambito di un generale sforzo per il contenimento dei costi, insieme ad una ormai necessaria azione di recupero dei crediti.
Questi elementi furono le basi per il rilancio del Consorzio agrario, con il ritorno ad investire in ammodernamenti delle strutture ed una importante campagna pubblicitaria. Nello stesso periodo si tornò a puntare con forza sul trattamento dei cereali, mentre si protraeva ancora la crisi del settore zootecnico.
La flessione generale a livello mondiale dei redditi agricoli si rifletté sull’agricoltura italiana, innescando nel sistema consortile della nazione, un meccanismo di selezione dei Consorzi che portò anche a vari fallimenti.
Nel corso degli anni ’80 il Consorzio dovette affrontare varie problematiche che ponevano incertezza sulla sua attività. Se da un lato le avversità climatiche, a più riprese, provocarono delle ripercussioni, l’incidente di Chernobyl fece sorgere il sospetto di contaminazione dei foraggi che ebbe effetti negativi sull’allevamento. Nonostante lo scandalo della fabbricazione del vino al metanolo non riguardasse il genere di prodotto che trattava il Consorzio, il volere della Cee di bloccare nuovi impianti di vigneti insieme alle tasse imposte per bloccare la produzione di cereali, misero in difficoltà la campagna senese.
Nonostante la alta adesione al “set-aside” , che raggiunse un picco nel 1990, danneggiò il Consorzio, causando con un abbassamento della domanda di fertilizzanti, l’ente poté raggiungere i 150 miliardi di fatturato, grazie anche alla scelta di puntare su antiparassitari ecologici, attività di garden, insieme alla ristrutturazione del Mangimificio di Malizia.
Sul panorama consortile italiano si abbatté la profonda crisi della Federconsorzi, con il suo commissariamento fallimentare nel 1991. Il Consorzio era allora fortemente interessato all’incorporazione del Consorzio Agrario di Arezzo, con la condizione che i debiti dell’ente aretino gravassero sulla Federconsorzi; ma gli ultimi avvenimenti e il perdurare della delimitazione provinciale bloccarono la questione. L’ente senese, grazie alla sua storica autonomia finanziaria, riuscì però a salvarsi da un tracollo generalizzato dei suoi confratelli del centro Italia, essendo legato all’Ente centrale solo da relativamente piccoli crediti commerciali.

### Dagli anni novanta ad oggi (1992 -)
A causa della scelta del Comune di Siena di destinare l’area di Malizia ad uso universitario ed abitativo, il Consorzio aprì nel 1992 un contenzioso con l’amministrazione locale, per non abbandonare le importanti strutture presenti. Lo stesso anno si andava invece profilando una interessante iniziativa relativa al frantoio di Pianella, con Provincia e Regione.
In seguito al riavvicinamento delle organizzazioni degli agricoltori, venne decisa nel 1993 la riapertura del libro dei soci che allargò le iscrizioni producendo subito un aumento della clientela. Queste condizioni portarono l’anno successivo alla nomina alla presidenza del primo esponente della Coldiretti, Armando Franceschelli, succedendo a Pietro Gentili dopo quindici anni di guida.
Conclusa la fase dell’emergenza e della riorganizzazione commerciale, il Consorzio si concentrò sulla valorizzazione dell’agroalimentare senese, a partire dal vino e dall’olio.
In collaborazione con la Società Agri-Gest fu costituita la società Tosco-Agri per rilevare la Co.mo.va, mentre venne costruita la prima Fitofarmacia della Toscana a Montepulciano.
La fine del sistema del “set-aside” nel 1995, la classificazione dei Consorzi nel settore industriale e gli aiuti alla produzione nell’ambito della Pac, ebbero un effetto positivo sul Consorzio che registrò un aumento rilevante del settore meccanizzazione (ormai settore di punta e strettamente collegato al settore assicurativo Fata), ed un miglioramento delle attività della Granducato (sempre più attiva sui mercati esteri) e della Centromoter.
In un contesto di avvicinamento agli obbiettivi monetari europei, con prospettive di allargamento dell’Unione europea verso Est, il Consorzio continuò il suo percorso di razionalizzazione dei servizi, raggiungendo i 182 miliardi di fatturato.
La crescente diffusione della grande distribuzione alimentare spinse l’ente senese ad orientarsi più sui prodotti tipici locali, poiché una concorrenza basata sul prezzo non sarebbe stata possibile.
Accanto alla cambiale agraria vennero individuati anche i pacchetti di servizi integrati “seme sicuro” e “raccolto sicuro” . Intanto venivano erogate una prima ed una seconda tranche di rimborsi e risarcimenti da parte dello Stato.
La trasformazione aziendale del Consorzio proseguiva con la progressiva informatizzazione e piani di formazione professionale mentre con la “agenda agricola 2000” si andavano definendo maggiormente i legami con la Comunità Europea.
Sviluppandosi sempre di più la sinergia con il Consorzio Agrario di Arezzo, con il varo della riforma del sistema consortile del 1999, fu finalmente possibile portare a termine l’incorporazione dell’ente aretino con un’operazione da 15 miliardi di lire.
Una volta riconfermato il presidente Moffa venne definita una modifica statutaria, in modo da adeguare lo Statuto alla nuova legge e modificare poi la denominazione da Consorzio agrario provinciale di Siena a Consorzio agrario di Siena società cooperativa a responsabilità limitata.
Nel Giugno 2011 con una modifica dell'atto costitutivo la società ha assunto la denominazione attuale di Consorzio Agrario di Siena società cooperativa.